# Jean-Yves Nahmias
Pour les articles homonymes, voir Nahmias.
Jean-Yves Nahmias, né le 16 septembre 1957 à Saint-Mandé (Val-de-Marne), est un prélat catholique français, évêque auxiliaire de Paris de 2006 à 2012, puis évêque de Meaux à partir de cette date.

## Biographie

### Formation
Après des études à l'université Paris I où il obtient une maîtrise en droit des affaires et un certificat de criminologie et de sciences criminelles, Jean-Yves Nahmias entre au séminaire et fait ses études de théologie pour partie au séminaire français de Rome et à l'Université pontificale grégorienne et pour partie à Bruxelles à l'Institut d'études théologiques. Il obtient ainsi un baccalauréat canonique de philosophie et une licence de théologie.

### Prêtre
Il est ordonné prêtre le 24 juin 1989 pour l'archidiocèse de Paris par le cardinal Jean-Marie Lustiger. 
Il prend rapidement des responsabilités au niveau diocésain en plus de son ministère en paroisse. Ainsi dès 1992, il est délégué diocésain aux vocations.
En 1996, il est supérieur du séminaire diocésain de Paris jusqu'en 2001 où il devient vicaire général de l'archidiocèse. Il est, en outre, président de radio Notre-Dame à partir de 2003.

### Évêque
Nommé évêque auxiliaire de Paris le 1er juin 2006 par le pape Benoît XVI, avec le titre d'évêque in partibus de Termae Himerae, il est consacré le 8 septembre suivant par le cardinal André Vingt-Trois.
Le 9 août 2012, il est nommé évêque de Meaux, en remplacement d'Albert-Marie de Monléon, touché par la limite d'âge de 75 ans. Après les élections de l’assemblée plénière des évêques de France d’avril 2013, il est nommé président de la commission financière et du Conseil des affaires économiques sociales et juridiques pour un mandat de trois ans.
En février 2016, il met l'ancien monastère du Don de Dieu d'Écuelles à disposition du père Jean-Philippe Chauveau afin qu'il le transforme en maison de réinsertion pour les prostitués de la région parisienne,.